# The Boyfriend

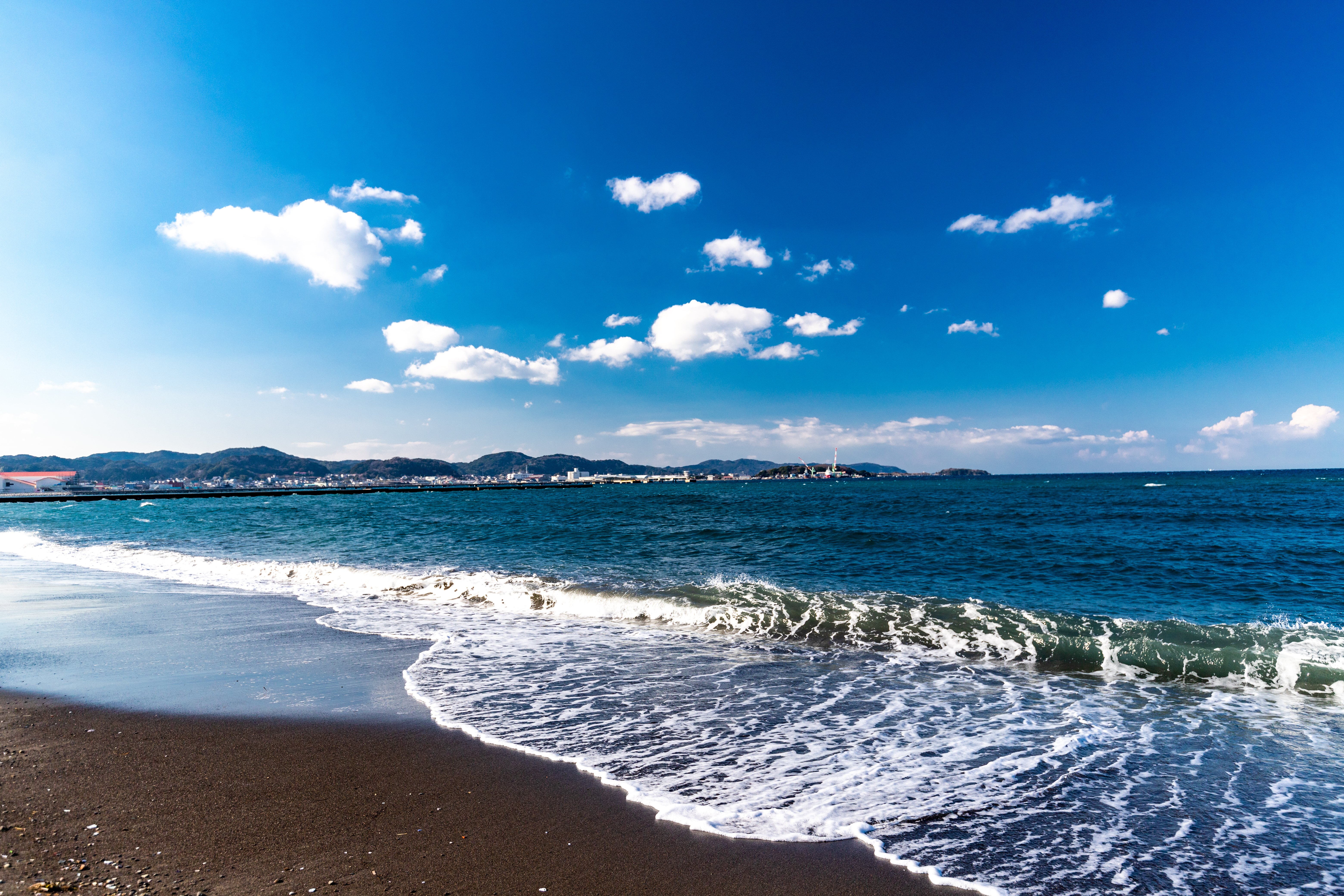
Bãi biển Hojo ở Tateyama

The Boyfriend (Nhật: ボーイフレンド Hepburn: Bōifurendo) là chương trình truyền hình thực tế hẹn hò của Nhật Bản trên kênh Netflix. Đây là chương trình hẹn hò cùng giới đầu tiên của nước này. Chương trình được công chiếu vào ngày 9 tháng 7 năm 2024.

## Người tham gia
| Thứ tự xuất hiện | Tên                      | Tuổi | Nghề nghiệp                    | Tập  |   |                  |    |                   |      |
| ---------------- | ------------------------ | ---- | ------------------------------ | ---- | - | ---------------- | -- | ----------------- | ---- |
| Thứ tự xuất hiện | Tên                      | Tuổi | Nghề nghiệp                    | Tập  | 1 | Nakai Dai (ダイ) | 23 | Sinh viên đại học | 1–10 |
| 2                | Kim Taeheon (テホン)     | 34   | Nhà thiết kế sản phẩm          | 1–10 |   |                  |    |                   |      |
| 3                | Ryota (リョウタ)         | 28   | Người mẫu và nhân viên pha chế | 1–10 |   |                  |    |                   |      |
| 4                | Gensei (ゲンセイ)        | 34   | Nghệ sĩ trang điểm và làm tóc  | 1–9  |   |                  |    |                   |      |
| 5                | Nakanishi Shun (シュン)  | 23   | Nghệ sĩ và DJ                  | 1–10 |   |                  |    |                   |      |
| 6                | Kasahara Kazuto (カズト) | 27   | Đầu bếp ẩm thực Nhật Bản       | 1–10 |   |                  |    |                   |      |
| 7                | Usak (ユーサク)          | 36   | Vũ công Go-Go                  | 1–5  |   |                  |    |                   |      |
| 8                | Takahashi Alan (アラン)  | 28   | Nhân viên CNTT                 | 3–10 |   |                  |    |                   |      |
| 9                | Ikuo (イクオ)            | 22   | Nhân viên cửa hàng burger      | 6–10 |   |                  |    |                   |      |